# Seleção Camaronesa de Voleibol Feminino
A Seleção Camaronesa de Voleibol Feminino representa o país Camarões em competições internacionais de voleibol, mantida pela Federação Camaronesa de Voleibol, é composta por esportitas do gênero feminino de origem camaronesa em destaque no ramo do voleibol.

## Campeonatos
Em 2017, a equipe encontrava-se na 18ª posição do ranking mundial da Federação Internacional de Voleibol - FIVB.
Em 1978, foi a primeira participação em torneio olímpico, competindo nos Jogos Pan-Africanos, finalizando na sexta posição, sendo semifinalista na edição de 2003 e conquistou a medalha de prata em três edições dos Jogos Pan-Africanos: 2007; 2011, e; 2015, além do bronze na edição destes jogos em 1991.
Em 2016, a equipe alcançou a primeira qualificação para uma Olimpíadas.
Em 2005, a seleção principal qualificando pela primeira vez para o Campeonato Mundial, para edição do ano de 2006 encerrando na vigésima primeira posição, na segunda vez alcançou o mesmo posto na edição do ano de 2014 na Itália.
Ainda não disputou o Grand Prix, Copa do Mundo e Copa dos Campeões. No histórico de suas participações no Campeonato Africano foi medalhista de prata nos anos de 1999 e 2013, assim como foi medalhista de bronze em seis edições desta competição: 1985,1991, 2001,2003,2009 e 2015.
No referido torneio continental obteve o quarto lugar nos anos de 1987 e 1993   e também o quinto lugar nos anos de 2005 e 2011, além do sexto lugar obtido no ano de 2007.
Participou do Pré-Olímpico da África de 2000 finalizando no segundo lugar, mas não qualificando aos Jogos Olímpicos correspondente e para os Jogos Olímpicos de 2008, não obteve a qualificação após encerrar na terceira colocação.

## Outros resultados
- Campeonato Africano:1987,1993
- Jogos Pan-Africanos:2003